# Sur l'onde de choc
Sur l'onde de choc (titre original : The Shockwave Rider) est un roman de science-fiction de l'écrivain britannique John Brunner paru en 1975.
Il est parfois considéré comme étant le premier roman cyberpunk bien que John Brunner le réfute. Le livre est inspiré par Le Choc du futur (1970) du sociologue et futurologue Alvin Toffler (certains puristes préfèrent attribuer ce titre de premier roman cyberpunk au Neuromancien de William Gibson, Sur l'onde de choc étant plutôt qualifié de « solar punk »).

## Résumé
En 2010, dans un monde où tout est informatisé et électronique, Nick Haflinger est un hacker. Il programme des vers informatiques pour protéger une des dernières villes libres de son pays et se sert de ses capacités de programmeur pour changer de métier et d’identité…

## Technologie
Dans une société qui ressemble sociologiquement à la nôtre il est le premier roman à présenter des terminaux individuels qui sont quasiment identiques à nos smartphones (taille, poids et surtout fonctionnalités) et ce à une époque ou les micro-ordinateurs n'existaient pas.

## Personnages
- Nick Haflinger, un hacker virtuose avant la lettre.
- Kate Lilleberg, fille d’un scientifique.
- Paul T. Freeman
- Ralph C. Hartz
- Ina Grierson

## Éditions
- The Shockwave Rider, Harper & Row, 1975, 288 p.  (ISBN 0-06-010559-3)
- Sur l’onde de choc, Robert Laffont, coll. « Ailleurs et Demain » no 45, 1977, trad. Guy Abadia, 416 p. (réédition 1983  (ISBN 2-221-01706-4))
- Sur l’onde de choc, J'ai lu, coll. « Science-fiction » no 1368, septembre 1982, trad. Guy Abadia, 352 p.  (ISBN 2-277-21368-3)
- Sur l’onde de choc, Le Livre de poche, coll. « Science-fiction » no 7120, mars 1990, trad. Guy Abadia, 352 p.  (ISBN 2-253-05270-1)
- Sur l’onde de choc, dans le recueil La Tétralogie noire, Mnémos, 22 novembre 2018, trad. Guy Abadia, 1 198 p.  (ISBN 978-2-35408-691-6)

## Source bibliographique
- Les Inrockuptibles, numéro 729, 18 novembre 2009  (ISSN 0298-3788), p. 66.